# کریستین هلینسن
کریستین هلینسن (انگلیسی: Kristian Hlynsson؛ زادهٔ ۲۳ ژانویهٔ ۲۰۰۴) بازیکن فوتبال اهل ایسلند است.
وی همچنین در تیم‌های ملی فوتبال زیر ۱۷، زیر ۱۹، زیر ۲۱ سال ایسلند و ایسلند بازی کرده است.